# Plektron

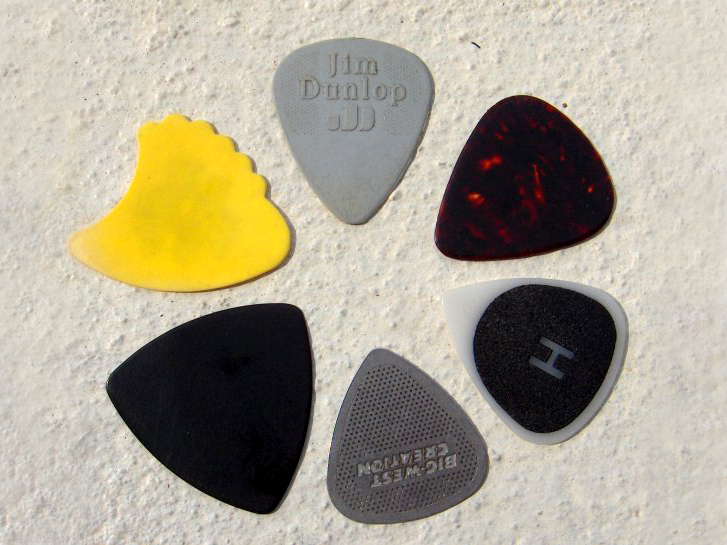
Kostki gitarowe

Plektron (stgr. πλῆκτρον, pot. kostka, piórko) – przyrząd służący do szarpania strun niektórych instrumentów strunowych. Używany już w starożytności do gry na kitarze i lirze. W późniejszych czasach i obecnie służy również do gry na takich instrumentach, jak: domra, mandolina, gitara (zob. kostka gitarowa). „Piórka” szarpiące struny w klawesynie również pełnią funkcję plektronów, często także są określane tym terminem.

## Budowa
Plektrony wykonane były niegdyś z szylkretu, drewna, kości zwierząt, skór zwierzęcych, ptasich piór, metalu itp. Obecnie używa się przede wszystkim plastiku, o wiele rzadziej materiałów pochodzenia naturalnego.
Plektron najczęściej wykonany jest w kształcie trójkąta z zaokrąglonymi rogami, rzadziej w innych kształtach, np. soczewkowatym z ostrymi rogami. W wersji azjatyckiej, np. do shamisenu, występuje przeważnie w kształcie niewielkiego wachlarza; spotyka się też go w formie nasadki na palce.
Zależnie od instrumentu, rodzaju gry i preferencji muzyka używa się plektronów różnej grubości, a co za tym idzie, giętkości. Wyróżnia się trzy podstawowe giętkości: miękką, średnią i twardą, którym odpowiadają, zależnie od materiału, grubości wyrażane w milimetrach (np. 0,81 mm).